# Adrien Laplace (homme politique)
Pour les articles homonymes, voir Laplace.
Adrien Laplace, né le 18 septembre 1909 à Montauban (Tarn-et-Garonne) et mort le 5 juin 1992 à Montauban (Tarn-et-Garonne), est un homme politique français, qui est député de Tarn-et-Garonne de 1951 à 1955 et également sénateur de Tarn-et-Garonne de 1958 à 1977.

## Biographie
Né le 18 septembre 1909 à Montauban, issu une famille protestante, installée dans le Tarn-et-Garonne à partir de 1608. Adrien Laplace obtient le brevet d'école d'agriculture et devient agriculteur.
En 1933, il est le vice-président de la Fédération des jeunesses radicales et devient, le 13 janvier 1935, le plus jeune conseiller d'arrondissement, ce qui lui vaut une lettre de félicitations du Président de la République, Albert Lebrun.
Pendant la Seconde Guerre mondiale, Adrien Laplace est un résistant de la première heure. Il fonde avec quelques amis « Les Jacobins Montalbanais », un mouvement de résistance qui sera placé par la suite sous le contrôle de l'armée secrète dont Adrien Laplace deviendra l'un des leaders incontestés. Fondateur, ravitailleur et intendant de plusieurs maquis dans la région, il est nommé membre du comité départemental de la Libération en septembre 1943 et chef du bureau clandestin des faux-papiers en novembre de la même année. Recherché par la Gestapo, il passe à la clandestinité en mai 1944 et est nommé lieutenant FFI, intendant départemental. Il participe aux opérations des maquis Cabertat, la Grésigne et la Sanguine en juin 1944 et est nommé en octobre capitaine trésorier des FFI. Ses services dans la Résistance valent à Adrien Laplace d'être fait chevalier de la Légion d'honneur à titre militaire et de recevoir la croix de guerre avec palme, la croix du combattant volontaire et la médaille de la Résistance.
Après la guerre, il est élu conseiller général de Montauban en octobre 1945, mandat qu'il conserve jusqu'en mars 1949, puis conseiller municipal de Montauban en octobre 1947.
Aux élections législatives du 17 juin 1951, Adrien Laplace se présente avec son ami Jean Baylet, député depuis 1946. Tous deux sont élus.
À son arrivée à l'Assemblée nationale, il est nommé membre de la commission de l'agriculture et de la commission des boissons. Il dépose une proposition de loi relative au prix du blé de la récolte 1951.
Il est battu aux élections législatives du 2 janvier 1956.
Il est candidat le 8 juin 1958 aux élections au Conseil de la République. Il y est élu avec Jean Lacaze, sur une liste de la gauche démocratique, menée par Jean Baylet.
À son arrivée au Palais du Luxembourg, Adrien Laplace est nommé membre de la commission des affaires culturelles, mais la mise en place des institutions de la Ve République interrompt ses travaux. Adrien Laplace est réélu sénateur le 26 avril 1959, puis le 22 septembre 1968. Il ne se représente pas aux élections du 25 septembre 1977.

## Détail des fonctions et des mandats
Mandat parlementaire
- 17 juin 1951 - 2 janvier 1956 : Député de Tarn-et-Garonne
- 8 juin 1958 - 26 avril 1959 : Sénateur de Tarn-et-Garonne